# (6617) Boethius
(6617) Boethius  es un asteroide perteneciente al cinturón de asteroides, descubierto el 25 de marzo de 1971 por Cornelis Johannes van Houten e Ingrid van Houten-Groeneveld sobre placas de Tom Gehrels desde el Observatorio de Palomar, en Estados Unidos.

## Designación y nombre
Boethius se designó inicialmente como 2218 T-1.
Más adelante fue nombrado en honor al filósofo romano Boecio (480 a. C.-524 a. C.).

## Características orbitales
Boethius orbita a una distancia media del Sol de 2,2099 ua, pudiendo acercarse hasta 1,9055 ua y alejarse hasta 2,5142 ua. Tiene una excentricidad de 0,1377 y una inclinación orbital de 3,4243° grados. Emplea en completar una órbita alrededor del Sol 1199 días.

## Características físicas
Su magnitud absoluta es 14,4. Tiene 3,682 km de diámetro. Su albedo se estima en 0,272.